# Groot-Brittannië op de Olympische Winterspelen 1956
Tijdens de Olympische Winterspelen van 1956, die in Cortina d'Ampezzo (Italië) werden gehouden, nam Groot-Brittannië voor de zevende keer deel.

## Deelnemers en resultaten

### Alpineskiën
| Olympiër                | Discipline       | Resultaat | Prestatie                      |
| ----------------------- | ---------------- | --------- | ------------------------------ |
| Robin Brock-Hollinshead | afdaling (m)     | dq        | diskwalificatie                |
| Nigel Gardner           | afdaling (m)     | 34e       | 4.00,7 (+1.08,5)               |
| Nigel Gardner           | reuzenslalom (m) | 58e       | 3.51,8 (+51,7)                 |
| Noel Harrison           | reuzenslalom (m) | 64e       | 4.00,1 (+1.00,0)               |
| Noel Harrison           | slalom (m)       | 47e       | 4.50,7 (+1.36,0) 2.14,7+2.36,0 |
| Robin Hooper            | reuzenslalom (m) | 66e       | 4.02,2 (+1.02,1)               |
| Charlach Mackintosh     | afdaling (m)     | 30e       | 3.41,4 (+49,2)                 |
| Douglas Mackintosh      | afdaling (m)     | dq        | diskwalificatie                |
| Peter Seilern           | slalom (m)       | 48e       | 4.54,7 (+1.40,0) 2.08,0+2.46,7 |
| Peter Torrens           | slalom (m)       | dq        | diskwalificatie                |
| Sandy Whitelaw          | reuzenslalom (m) | 56e       | 3.49,4 (+49,3)                 |
| Sandy Whitelaw          | slalom (m)       | dq        | diskwalificatie                |
| Renate Holmes           | afdaling (v)     | 41e       | 2.05,0 (+24,3)                 |
| Renate Holmes           | reuzenslalom (v) | 38e       | 2.19,0 (+22,5)                 |
| Renate Holmes           | slalom (v)       | 34e       | 2.55,9 (+1.03,6) 1.15,0+1.40,9 |
| Zandra Nowell           | afdaling (v)     | 35e       | 1.59,0 (+18,3)                 |
| Zandra Nowell           | slalom (v)       | 25e       | 2.25,8 (+33,5) 1.10,5+1.15,3   |
| Adeline Pryor           | reuzenslalom (v) | 21e       | 2.03,1 (+6,6)                  |
| Adeline Pryor           | slalom (v)       | dq        | diskwalificatie                |
| Jeanne Sandford         | afdaling (v)     | 43e       | 2.15,1 (+34,4)                 |
| Jeanne Sandford         | reuzenslalom (v) | dq        | diskwalificatie                |
| Jocelyn Wardrop-Moore   | reuzenslalom (v) | 42e       | 2.39,8 (+43,3)                 |
| Jocelyn Wardrop-Moore   | slalom (v)       | 35e       | 3.20,4 (+1.28,1) 1.54,4+1.26,0 |

### Bobsleeën
| Olympiër                                                        | Discipline                        | Resultaat | Prestatie                                                |
| --------------------------------------------------------------- | --------------------------------- | --------- | -------------------------------------------------------- |
| Clifford Schellenberg John Rainforth                            | 2-mansbob (m) Groot-Brittannië I  | 11e       | 5.43,36 (+13,22) (1.24,52 / 1.26,57 / 1.25,88 / 1.26,39) |
| Stuart Parkinson Christopher Williams                           | 2-mansbob (m) Groot-Brittannië II | 10e       | 5.42,83 (+12,69) (1.25,63 / 1.24,53 / 1.26,73 / 1.25,94) |
| Clifford Schellenberg Rollo Brandt Ralph Raffles John Rainforth | 4-mansbob (m) Groot-Brittannië I  | 12e       | 5.22,12 (+11,68) (1.21,39 / 1.18,73 / 1.20,42 / 1.21,58) |
| Stuart Parkinson John Read Christopher Williams Rodney Mann     | 4-mansbob (m) Groot-Brittannië II | 17e       | 5.23,73 (+13,29) (1.20,72 / 1.19,92 / 1.22,51 / 1.20,58) |

### Kunstrijden
| Olympiër                    | Discipline | Resultaat | Prestatie                 |
| --------------------------- | ---------- | --------- | ------------------------- |
| Michael Booker              | mannen     | 6e        | pc. 53,5; 154,260 punten  |
| Yvonne Sugden               | vrouwen    | 4e        | pc. 53,0; 156,620 punten  |
| Erica Batchelor             | vrouwen    | 11e       | pc. 116,0; 149,670 punten |
| Diana Carol Peach           | vrouwen    | 14e       | pc. 151,0; 144,750 punten |
| Joyce Coates Anthony Holles | paarrijden | 10e       | pc. 88,0; 10,000 punten   |
| Carolyn Krau Rodney Ward    | paarrijden | 11e       | pc. 93,0; 9,860 punten    |

### Langlaufen
| Olympiër                                                 | Discipline            | Resultaat | Prestatie                                        |
| -------------------------------------------------------- | --------------------- | --------- | ------------------------------------------------ |
| Richard Aylmer                                           | 50 km (m)             | 30e       | 4:11.40 (+1:21.13)                               |
| Thomas Cairney                                           | 30 km (m)             | 51e       | 2:13.41 (+29.35)                                 |
| Thomas Cairney                                           | 50 km (m)             | 28e       | 3:44.54 (+54.27)                                 |
| Aubrey Fielder                                           | 15 km (m)             | 60e       | 59.59 (+10.20)                                   |
| Maurice Gover                                            | 15 km (m)             | 56e       | 58.58 (+9.19)                                    |
| Dominick Graham                                          | 50 km (m)             | 29e       | 3:48.17 (+57.50)                                 |
| John Moore                                               | 15 km (m)             | 58e       | 59.31 (+9.52)                                    |
| John Moore                                               | 30 km (m)             | 47e       | 2:08.58 (+24.52)                                 |
| Andrew Morgan                                            | 15 km (m)             | 57e       | 59.27 (+9.48)                                    |
| Andrew Morgan                                            | 30 km (m)             | 45e       | 2:03.55 (+19.49)                                 |
| James Spencer                                            | 30 km (m)             | 49e       | 2:10.32 (+26.26)                                 |
| Andrew Morgan James Spencer Aubrey Fielder Maurice Gover | 4x10 km estafette (m) | 14e       | 2:38.44 (+23.14) (38.44 / 40.40 / 39.25 / 39.55) |

### Schaatsen
| Olympiër        | Discipline   | Resultaat | Prestatie       |
| --------------- | ------------ | --------- | --------------- |
| Alex Connell    | 500 m (m)    | 44e       | 45,2 (+5,0)     |
| Alex Connell    | 1500 m (m)   | 50e       | 2.23,0 (+14,4)  |
| Alex Connell    | 5000 m (m)   | 42e       | 8.42,5 (+53,8)  |
| Johnny Cronshey | 500 m (m)    | 21e       | 42,9 (+2,7)     |
| Johnny Cronshey | 1500 m (m)   | 19e       | 2.15,0 (+6,4)   |
| Johnny Cronshey | 5000 m (m)   | 15e       | 8.10,1 (+21,4)  |
| Johnny Cronshey | 10.000 m (m) | 11e       | 17.05,6 (+29,7) |
| John Hearn      | 500 m (m)    | 45e       | 45,9 (+5,7)     |
| John Hearn      | 1500 m (m)   | 33e       | 2.17,5 (+8,9)   |
| John Hearn      | 5000 m (m)   | 26e       | 8.21,4 (+32,7)  |
| John Hearn      | 10.000 m (m) | 20e       | 17.27,6 (+51,7) |

Australië · België · Bolivia · Bulgarije · Canada · Chili · Duits eenheidsteam · Finland · Frankrijk · Griekenland · Groot-Brittannië · Hongarije · IJsland · Iran · Italië · Japan · Joegoslavië · Libanon · Liechtenstein · Nederland · Noorwegen · Oostenrijk · Polen · Roemenië ·  Sovjet-Unie · Spanje · Tsjecho-Slowakije · Turkije · Verenigde Staten · Zuid-Korea · Zweden · Zwitserland